# Tunnel des Chavants
Le tunnel des Chavants est un tunnel routier de France situé en Haute-Savoie, sur le territoire communal des Houches.

## Caractéristiques
Il permet de franchir une petite crête s'élevant dans le fond de la vallée de Chamonix, au pied du Prarion, en rive gauche de l'Arve, à l'endroit où la rivière s'engouffre dans des gorges. Il est constitué d'un unique tube unidirectionnel permettant d'y faire passer sur deux voies le trafic de la route nationale 205 dans le sens montant. Les voies dans le sens descendant empruntent l'ancienne route taillée à flanc de montagne au-dessus du lit de la rivière.
Il tient son nom du lieu-dit des Chavants situé juste au-dessus, sur la commune des Houches.

## Histoire
Avec l'aménagement de la route nationale 205 en voie rapide entre la vallée de l'Arve et le tunnel du Mont-Blanc à la fin des années 1970, la route d'origine qui emprunte les gorges de l'Arve à flanc de montagne se révèle trop étroite. Il est alors décidé de faire transiter le trafic descendant par cette ancienne route et de percer un tunnel dans la montagne pour le trafic montant. L'extrémité nord du tunnel débouche alors à flanc de montagne, juste sous l'extrémité nord du tunnel ferroviaire construit au début du XXe siècle pour la ligne de Saint-Gervais-les-Bains-Le Fayet à Vallorcine (frontière).